# Сергий (Горобцов)
Митрополит Се́ргий (укр. Митрополит Сергій в миру Серге́й Вячесла́вович Горобцо́в укр. Сергій Вячеславович Горобцов; род. 27 июля 1972, Енакиево, Донецкая область, Украинская ССР) — епископ Православной церкви Украины (с 2019).
Ранее — архиерей Украинской православной церкви Киевского патриархата, архиепископ Донецкий и Мариупольский (2008—2018).

## Биография
Родился 27 июля 1972 года в Енакиево, в Донецкой области, в семье военнослужащего.
С детских лет посещал церковь, пел и читал на клиросе, исполнял послушание пономаря в храме святого праведного Иоанна Кронштатського в городе Донецке. Нёс иподиаконское послушание в Николаевском кафедральном соборе Донецка.
В 1989 году окончил среднюю школу в Донецке, а в 1991 году — Донецкое медицинское училище.
19 сентября 1993 года во Владимирском кафедральном соборе Киева митрополитом Киевским Филаретом (Денисенко) был рукоположён в сан диакона.
4 декабря 1993 года был рукоположён в сан пресвитера.
В 1999 году окончил Киевскую духовную семинарию (УПЦ КП) и поступил в Киевскую православную богословскую академию.
В 1999 году открыл дом милосердия для престарелых в селе Греково-Александровке Тельмановского района.
В сентябре 2001 года епископом Донецким и Мариупольским Юрием (Юрчиком) был пострижен в монашество и по благословению патриарха Филарета (Денисенко) возведён в достоинство архимандрита.
14 декабря 2002 года в Свято-Владимирском соборе в Киеве был хиротонисан в сан епископа Славянского, викария Донецкой епархии УПЦ КП.
26 ноября 2008 года, решением Священного Синода (УПЦ КП) был утвержден в должности управляющего Донецко-Мариупольской епархии.
21 января 2009 года возведён в достоинство архиепископа.
В 2009 году стал доверенным лицом кандидата в президенты Украины Юлии Тимошенко.
15 декабря 2018 года вместе со всеми другими архиереями УПЦ КП принял участие в объединительном соборе в храме Святой Софии.
5 февраля 2019 года предстоятелем ПЦУ митрополитом Киевским и всея Украины Епифанием (Думенко) назначен в состав первого Священного синода Православной церкви Украины. В тот же день решением этого Синода утвержден главой Управления социального служения и благотворительности.
3 февраля 2021 года в кафедральном Михайловском Златоверхом соборе митрополит Епифаний (Думенко) объявил о возведение архиепископа Донецкого и Мариупольского Сергия в сан митрополита.

## Награды
- Орден святого Георгия Победоносца (14 декабря 2006)
- Орден святого равноапостольного князя Владимира Великого III степени (23 января 2004)